# Adolphe Levae
Adolphe Levae, né à Bruxelles le 19 juillet 1802 où il est mort le 1er août 1848, est un journaliste néerlandais, historien, puis homme politique et membre de la chambre des représentants du royaume de Belgique.

## Biographie
Il est le fils d'Arnould Levae, fonctionnaire communal, et de Jeanne Coomans. Il resta célibataire.
À l'époque du royaume uni des Pays-Bas il fut journaliste actif dans les journaux Le Belge, Ami du Roi et de la Patrie et collabora, d'après Lucien Jottrand, aussi au Courrier des Pays-Bas.
Mais à partir de 1827 il s'opposa à la politique gouvernementale et finit comme nombre de ses collègues contestataires, parmi lesquels le plus connu est Louis de Potter, à se faire emprisonner à la prison des Petits-Carmes à Bruxelles pour délit de presse.
Après la sécession des provinces du Sud il devint inspecteur des vivres et du ravitaillement pour le Gouvernement provisoire ainsi qu'administrateur du Fonds Spécial pour les blessés des journées de septembre. Ceci, après avoir été membre du Comité de l'Association nationale et inspecteur des Commissions réunie des Secours et des Récompenses aux combattants de 1830.
Ces sinécures lui donnaient le temps de se consacrer à ses travaux historiques.
En 1832 il fut élu représentant du parti unioniste pour l'arrondissement de Courtrai, mais il n'exerça son mandat que quelques mois, jusqu'en mai 1833.
Selon Libry-Bagnano, Adolphe Levae fut admis dans la Société des douze en remplacement d'un autre membre sans doute décédé.

## Œuvres publiées
- L'hermite à la prison des Petits-Carmes: réflexions philanthropiques d'un détenu, Bruxelles, 1827.
- De la peine de mort, considérée dans ses rapports avec l'équité, la morale et l'utilité publique, Bruxelles, 1828.
- Aux électeurs du district de Courtrai, 1833.
- Lettre à M. Van de Weyer, ministre plénipotentiaire de S. M. le roi des Belges à Londres, par M. A. Levae, Bruxelles, 1838.
- Essai historique sur les négociations de la Trêve de vingt ans conclue à Ratisbonne en 1684, Bruxelles, 1844
- Recherches historiques sur le commerce des Belges aux Indes pendant le 17e et le 18e Siècles, Bruxelles, 1842.
- Les Jacobins, les patriotes et les représentants provisoires de Bruxelles, 1792-1793, Bruxelles, 1846.